# Военный переворот в Чили (1925)
Военный переворот в Чили (исп. Golpe de Estado en Chile de 1925) — вооружённое свержение чилийскими военными Сентябрьской хунты. Группа военных во главе с полковником Мармадуке Грове арестовали президента Хунты генерала Луиса Альтамирано, а затем передали власть генералу Педро Дартнеллу в качестве временного президента. Организаторы переворота надеялись восстановить у власти бывшего президента Артуро Алессандри, который был вынужден отбыть в изгнание после прихода к власти Сентябрьской хунты. Однако генерал Дартнелл в конечном счете отказался править в одиночку и через несколько дней сформировал Январскую хунту, передав власть её лидеру Эмилио Бельо Кодесидо. Алессандри вернулся из ссылки 20 марта 1925 года, положив конец хунте.

## Предыстория
В течение большей части 1924 года политическая жизнь Чили была парализована в результате конфликта между президентом и консервативным конгрессом, который отказался обсуждать законы, предлагаемые президентом. 3 сентября 1924 года группа из 56 военных офицеров выступила с протестом по поводу низких зарплат. На следующий день та же группа офицеров во главе с полковником Мармадуке Грове и майором Карлосом Ибаньесом создала «военный комитет» для защиты от возможных санкций со стороны правительства в ответ на их действия. 5 сентября «военный комитет» потребовал от президента Артуро Алессандри увольнения трех министров, в том числе военного, принятия трудового кодекса, закона о подоходном налоге и увеличения военного бюджета и заработных плат военных. У Алессандри не было иного выбора, кроме как назначить генерала Луиса Альтамирано, главного армейского инспектора, в качестве главы нового кабинета.
8 сентября генерал Альтамирано предстал перед конгрессом, чтобы потребовать принятия восьми законов, в том числе трудового кодекса Алессандри. Конгресс не осмеливался протестовать, и законы, которые томились годами, были приняты за несколько часов. Они включали 8-часовой рабочий день, запрет детского труда, урегулирование коллективных переговоров, законодательство о безопасности труда, легализацию профсоюзов, закон о кооперативах и создание судов примирения и трудового арбитража.
В этот момент Алессандри почувствовал, что он стал пешкой военных, и 9 сентября подал в отставку и попросил убежище в посольстве США. Конгресс отказался принять его отставку и вместо этого предоставил ему шестимесячный конституционный отпуск. Он немедленно покинул страну и отбыл в Италию. Генерал Альтамирано принял на себя полномочия вице-президента, а 11 сентября была создана военная хунта для управления страной в отсутствие президента Алессандри — Сентябрьская хунта.
Военное движение не было однородным и включало анти-олигархическое крыло, возглавляемое Грове и Ибаньесом. Они выразили свои позиции в манифесте 11 сентября, который стигматизировал «коррупцию политической жизни», оправдывая переворот якобы институциональным кризисом. Он также предполагал неизбежные «гражданские беспорядки», от которых страна должна была быть защищена.
Хунта состояла из генерала Альтамирано, который был начальником армии и конституционным вице-президентом, адмирала Франсиско Нефа, начальника флота, и генерала Хуана Пабло Беннетта, который стал представителем «военного комитета». Генерал Альтамирано приступил к ликвидации конгресса и, объявив осадное положение, принял диктаторские полномочия. Во время своего консервативного правления он предпринял ряд мер для борьбы с экономическим кризисом и реформирования местной бюрократии. Тем не менее, с самого начала хунта оказалась неэффективной в осуществлении каких-либо реальных изменений в политическом статус-кво.
«Военный комитет» начал подозревать, что консервативная реставрация, против которой был инициирован переворот, продолжается, но теперь уже во главе с Сентябрьской хунтой. Подозрения усугубились, когда Ладислао Эрразурис, глава консервативной партии, неожиданно выдвинул свою кандидатуру на предстоящие президентские выборы. В этом военные увидели признаки перехода членов хунты на сторону консерваторов, и отношения между Альтамирано и Грове окончательно разладились. «Военный комитет» начал сотрудничать с группами, работавшими в пользу возвращения Артуро Алессандри, в частности, Национальным комитетом трудящихся.

## Военный переворот
23 января 1925 года, примерно в 17 часов, войска окружили дворец Ла-Монеда. Войска состояли из армейских полков «Пудето» и «Казадорес» и эскадрильи карабинеров, все под командованием полковника Мармадуке Грове. Когда район был занят, войска ворвались во дворец и арестовали генерала Луиса Альтамирано и остальных членов Сентябрьской хунты. Ни дворцовая охрана, ни правительственные чиновники не оказали сопротивления, поэтому жертв не было.
После нового государственного переворота власть была передана генералу Педро Пабло Дартнеллу, который отказался править в одиночку и, в свою очередь, уступил место Январской хунте через несколько дней. Новая хунта заявила, что лидеры предыдущей хунты «извратили» содержание манифеста 11 сентября, назвав их «предателями» и заявив, что «олигархи [не должны быть] хозяевами Чили». Одним из первых актов новой хунты был арест Эрразуриса, а население поддержало новую хунту при условии возвращения Алессандри к власти. Партии просили создать Учредительное собрание, а профсоюзы пригрозили начать всеобщую забастовку. Наконец, Федерация труда Чили оказала поддержку «молодым чиновникам», которые обещали реализовать социальные меры.